# Rio dei Bareteri
Le rio dei Barrateri (Bareteri en vénitien; canal des chapeliers) est un canal de Venise dans le sestiere de San Marco.

## Toponymie
L'art des bareteri (voir le français béret) réunissait les artisans qui produisaient et vendaient bonnets en laine et en coton. Cette corporation, unie aux marzeri, fut créée en 1475. Ils avaient des boutiques proche de ce canal. Grâce à leur réputation en Orient pour leurs teintures réalisées avec finesse et pour la durabilité des couleurs, l'art fournissait une clientèle vaste, comme des bonnets pour les matelots ou ceux pour usage domestique, utiles pour affronter les rigueurs de l'hiver. Entre autres obligations, les bareteri devaient s'engager à ne pas vendre de bonnets toscans pour Anglais et à ne pas lainer et écimer les bonnets gris deux fois, avant la teinture. 
L'art devint autonome en 1677, mais ce nouveau statut comporta une taxation plus élevée que lorsqu'ils furent unis aux marzeri. Leur lieu de dévotion se trouva en l'église San Biagio sous le patronage de l' Assomption.
La statistique de 1773 comptait en tout 27 capimaestri, 1 garçon, 11 ouvriers et 7 boutiques.

## Description
Le rio dei Barrateri a une longueur de 110 mètres. Ce rio est très usité par les gondoliers. Il prolonge le rio dei Scoacamini à son confluent avec le rio dei Ferali en sens nord-est. Il passe d'abord sous le ponte dei Pignoli qui relie Calle et Fondamenta Morosini de la Regina (ou dei Pignoli). Le nom pignoli provient d'un vendeur de pignons de pin, actif par ici. Ensuite, le rio passe sous le ponte dei Bareteri qui relie Marzaria San Zulian et Marzaria del Capitelo. La marzaria renvoie vers les merceries qui étaient établies ici. 

Le rio passe maintenant encore sous un pont privé relié au sotoportego delle Acque avant de rejoindre le rio San Zulian, formant la limite avec Castello (Sestiere de Venise). 

## Histoire
Le peintre Gabriele Bella est mort en 1799, dans la nuit du 2 au 3 juin à l'âge de soixante-neuf ans, en glissant du ponte de' li Pignolli dans le canal.

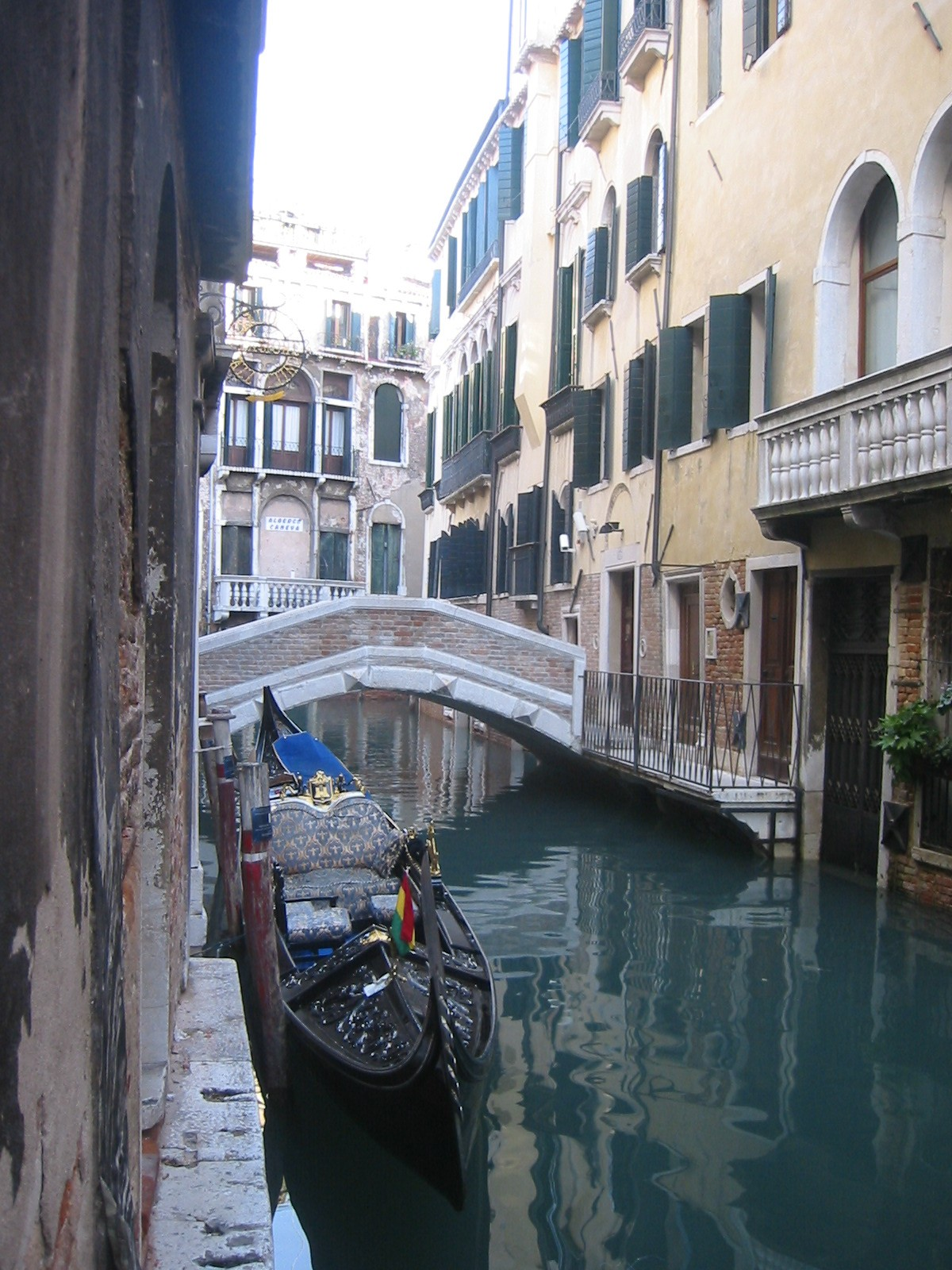
pont privé et au fond l'hôtel Caneva
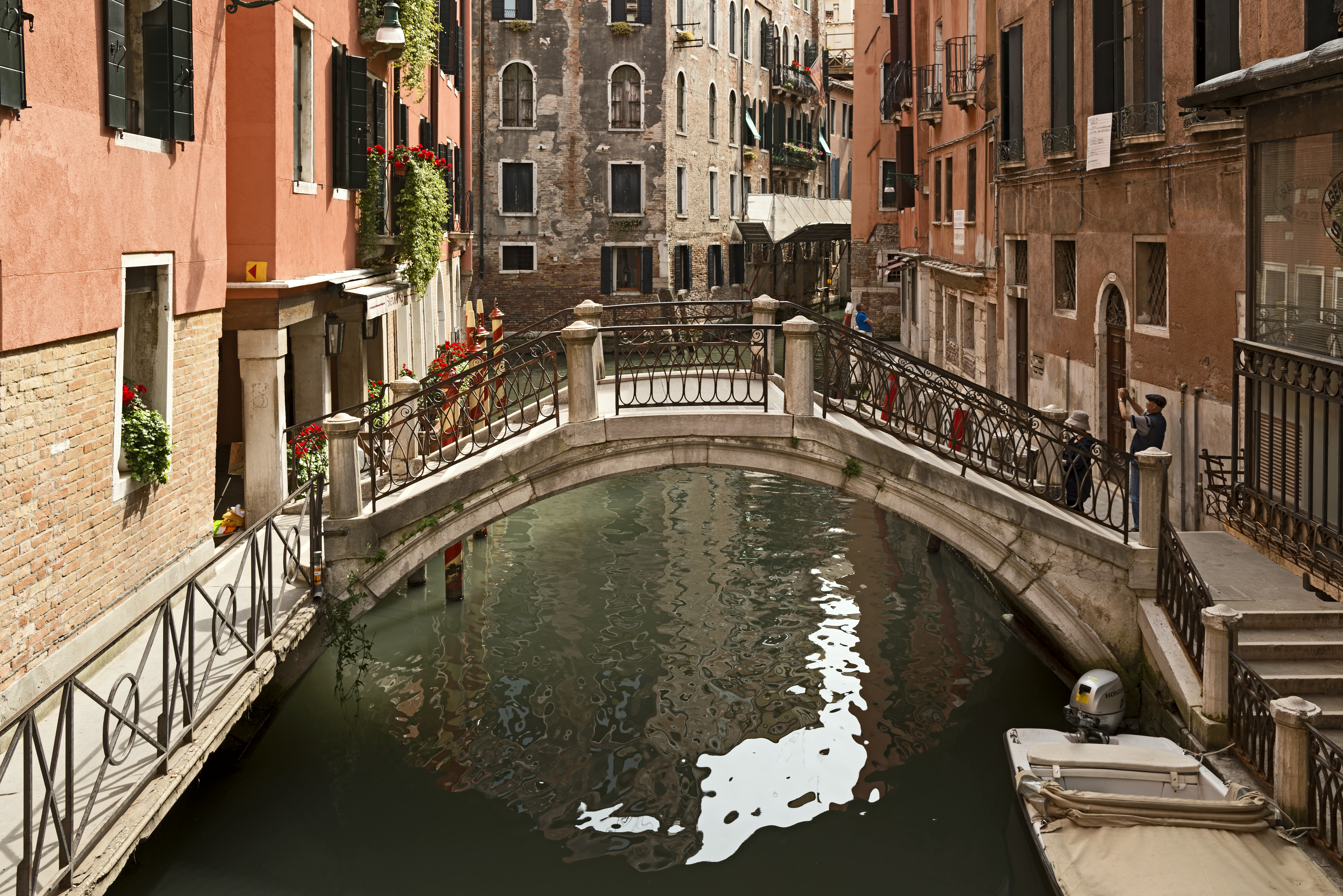
Le ponte dei Pignoli
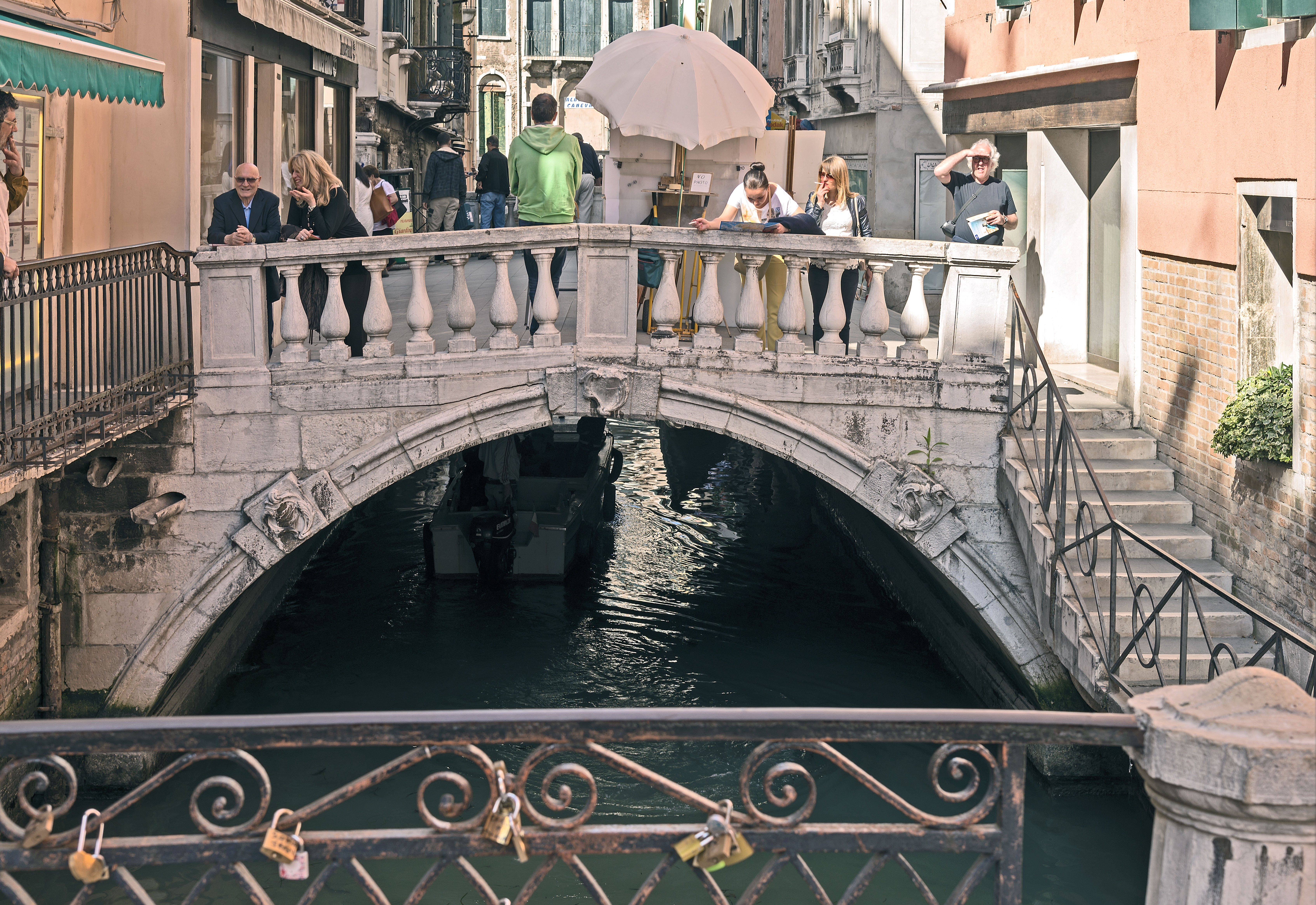
Le ponte dei Bareteri